# Новопсков
Новопско́в (укр. Новопско́в) / Айдар (укр. Айдар) — посёлок Старобельского района Луганской области Украины, расположен при впадении реки Каменки в реку Айдар (приток Северского Донца).
В 2022 году Россия вторглась в Украину, оккупировала большую часть Луганской области, включая Новопсков, и заявила об аннексии региона. В 2024 году Верховная рада Украины переименовала посёлок в Айдар.

## Географическое положение
Расположен при впадении реки Каменки в реку Айдар (приток Северского Донца).
Самая высокая точка — меловая гора Пристин.

## История
Основан в 1638 году, когда на месте будущего села Новопсков было основано село Закамянка. Село стало одним из первых поселений Слободской Украины.
Было сожжено при подавлении Булавинского восстания.
В 1829 году было основано село Новопсков в связи с расквартированием в нём Псковского кирасирского полка. До 1856 года село было военным поселением.
В 1930 году здесь была создана МТС.
В 1931 году село стало районным центром, и с 1 января 1932 года здесь началось издание районной газеты.
В ходе Великой Отечественной войны с 10 июля 1942 до 23 января 1943 года село было оккупировано немецкими войсками.
В 1954 году здесь действовали маслосыродельный завод, лесопитомник, средняя школа, семилетняя школа и сельскохозяйственная школа.
В 1955 году три колхоза Новопсковского района объединились в единое хозяйство — колхоз имени Ленина (который в 1960 году был реорганизован в откормочный совхоз «Новопсковский»).
В 1973 году здесь действовали пищекомбинат, молокозавод, откормочный совхоз и историко-краеведческий музей.
В июле 1995 года Кабинет министров Украины утвердил решение о приватизации находившегося здесь совхоза.
В 2007 году был закрыт молокозавод.
В конце февраля 2022 года Россия оккупировала посёлок в ходе вторжения в Украину.
19 сентября 2024 года Верховная Рада Украины поддержала переименование Новопскова в Айдар.

## Население
В январе 1959 года численность населения в Ново-Пскове составляла 4185 человек.
В январе 1989 года численность населения составляла 9002 человека.
По состоянию на 1 января 2013 года численность населения составляла 9882 человека.

### Языковой состав
Родной язык населения по данным переписи 2001 года:
| Язык       | Численность, чел. | Доля     |
| ---------- | ----------------- | -------- |
| Украинский | 8 401             | 84,42 %  |
| Русский    | 1 532             | 15,39 %  |
| Другое     | 19                | 0,19 %   |
| Итого      | 9 952             | 100,00 % |

## Современное состояние
Новопсков разделяют на два основных района: «Центр» и «Газопровод» (потому, что находится рядом с ЛПУ МГ на пересечении двух газопроводов).

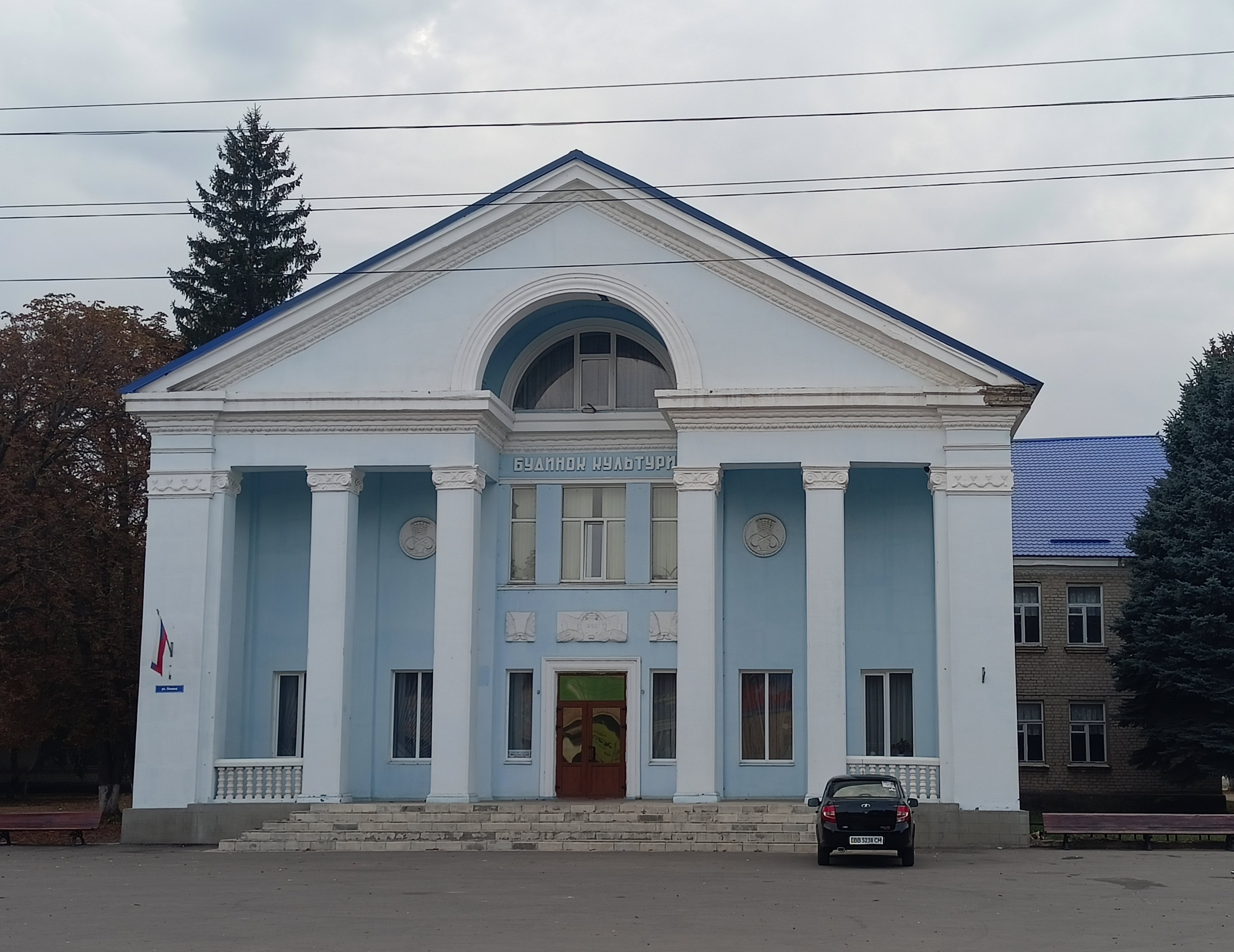
Дом культуры в Новопскове во время оккупации Россией

Имеется две средние школы (Новопсковская и Газопроводская) и историко-краеведческий музей.

## Транспорт
Посёлок находится в 37 км от железнодорожной станции Старобельск (линия Валуйки — Кондрашевская Донецкой железной дороги).

## Побратимы
- Каменка (Воронежская область, Россия, с 22 июля 2013 года)[18].